# Jorge Palacio
Jorge Palacio (Faruk, Buenos Aires, Argentina, 4 de febrero de 1926 – ibídem 17 de septiembre de 2006) fue un dibujante y guionista argentino con una larga trayectoria tanto en historietas como en televisión.
Entre sus personajes de historieta más difundidos se encuentran Amadeo Curdeli, Don Chanta, Don Marcos, Ojo de águila o Chicato, Fueguino, Juancito Tapiales, Julepino, Naufrasio y Rumorino.

## Actividad profesional
Sus amigos le llamaban Coco, y era hijo del también dibujante e historietista Lino Palacio, el ilustrador de las tapas de Billiken y creador de personajes como Avivato, Don Fulgencio y Ramona, entre otros. Cursó la escuela primaria y finalizó el bachillerato, y afirmaba que para lograrlo había transitado por nueve colegios y egresado expulsado de los ocho primeros. Empezó a publicar profesionalmente sus dibujos en 1946 y siguió haciéndolo en numerosas revistas y diarios de todo el país, entre ellos Crítica, La Época, El Nacional, El Laborista, Pregón, La Cancha, Ahora, El Hogar, Cascabel, Descamisada, Locuras de Isidoro, Leoplán, Medio Litro, Popurrí, Rico Tipo, Pobre Diablo, Tía Vicenta, Humorón y Avivato, ejerciendo además de codirector en esta última. También ilustró libros, como por ejemplo El Evangelio en lunfardo, de Roberto Peregrino Salcedo, colaboró en el sitio "Todo tango", donde escribió numerosas biografías y publicó los ensayos Crónica del humor político en la Argentina y El humor en el tango.
En 1973 en colaboración con José María Tasca y Marcelo Devoto adaptó para emisiones semanales por Canal 7 el sainete de Cátulo Castillo El patio de la Morocha, que tuvo como protagonistas a Jorge Salcedo, Virginia Luque y el cantor Jorge Sobral. En 1982, año del Campeonato Mundial de Fútbol, colaboró con Caloi y Alejandro Dolina en la adaptación televisiva de la tira gráfica de Caloi Clemente, destacando en estos microespacios el solitario hincha de Camerún. En 1984 escribió los libretos de Las mil y una de Sapag, programa televisivo que se mantuvo cinco temporadas, junto a Jorge Basurto y el mismo Sapag.
En 1992 escribió junto a Juan Carlos Mesa y Gabriel Mesa el guion de la serie televisiva Brigada Cola, basada en los personajes y situaciones de la tetralogía Los extermineitors, compuesta por los filmes dirigidos por Carlos Galettini y protagonizados por Guillermo Francella entre 1989 y 1992, contando con la participación estelar de este último. Era un ambicioso proyecto que incluyó filmaciones en el exterior, utilización de un helicóptero y numerosos vehículos, efectos especiales a cargo de Tom Cundom y un elenco que incluía aGladys Florimonte, Gino Renni y Ricardo Lavié, entre otros. Hecha con un generoso presupuesto, estuvo entre los 10 programas más vistos durante su temporada de estreno y se mantuvo tres años en el aire, llegando a tener un exitoso show en vivo y una revista.

## Seudónimos
Cuando Palacio decidió usar un seudónimo para su trabajo, decidió lúdicamente encender la radio y escoger el primer nombre que escuchara y al hacerlo resultó que anunciaron la destitución del rey Faruq de Egipto. Tal fue el origen de su seudónimo más difundido. También usó otros, como Ari, Aníbal, Jorge Raúl,  Jotape, Toto y Trabuco.

## Sus personajes
Uno de sus personajes más difundidos en la década de 1950 fue el malvado "Cicuta", que había sido creado por su padre, y que al retomarlo competía en popularidad con otros de diferentes autores y cuyas mejores tiras recopiló en cuatro volúmenes. Otros de su autoría fueron Amadeo Curdeli, Don Chanta, Don Marcos,  Ojo de águila o Chicato, Fueguino, Juancito Tapiales, Julepino, Naufrasio y Rumorino.

## Labor gremial
Desde 1986 hasta 1997 integró la Junta Directiva de Argentores, en la que fue tesorero por seis años, fue vicepresidente de la Academia Nacional del Tango, miembro de número de la Academia Porteña del Lunfardo e integó el directorio de Argentores.

## Valoración
Su amigo Luis Alposta lo describe como “introvertido, sin llegar a ser esquivo; circunspecto, sin dejar de ser cordial; tranquilino y jocoserio… memorioso de todo lo que tenga que ver con lo popular y gran conversador”. Mostraba el lado divertido de lo cotidiano con un humor puro, alejado de ironías y sarcasmos, humor del equívoco, de la paradoja y de lo contradictorio en acción. Por su parte Ricardo García Blaya dice que cultivó el humor con talento, frontalidad, honestamente, con ese dejo elegante de los caballeros de su clase, con la sencillez de los que saben.
Jorge Palacio falleció en Buenos Aires el 17 de septiembre de 2006.